# TER Alsace
TER Alsace was het regionale openbaar vervoersnetwerk (TER, treinen en touringcars) van de voormalige Franse regio Elzas (in het Frans:  Alsace). Deze regio is op 1 januari 2016 opgegaan in de grotere regio Grand Est. Na deze fusie van de regio's zijn op 11 december 2016 ook de TER-netwerken van de voormalige regio's, TER Alsace, TER Champagne-Ardenne en TER Lorraine samengevoegd tot de TER Grand Est.
In Frankrijk hebben de regio's grote bevoegdheden en financiering gekregen om hun regionaal openbaarvervoersnetwerk TER (Transport Express Régional) te beheren. De regio's zijn de opdrachtgever voor de regionale bus- en treindiensten. Voor de treindiensten sloten ze contracten met de nationale spoormaatschappij SNCF af. De regio investeert in zijn eigen treinmaterieel en railinfrastructuur. Het treinmaterieel van de regio is herkenbaar door geplaatste regiologo's en eigen kleurstijl.

## Beschrijving

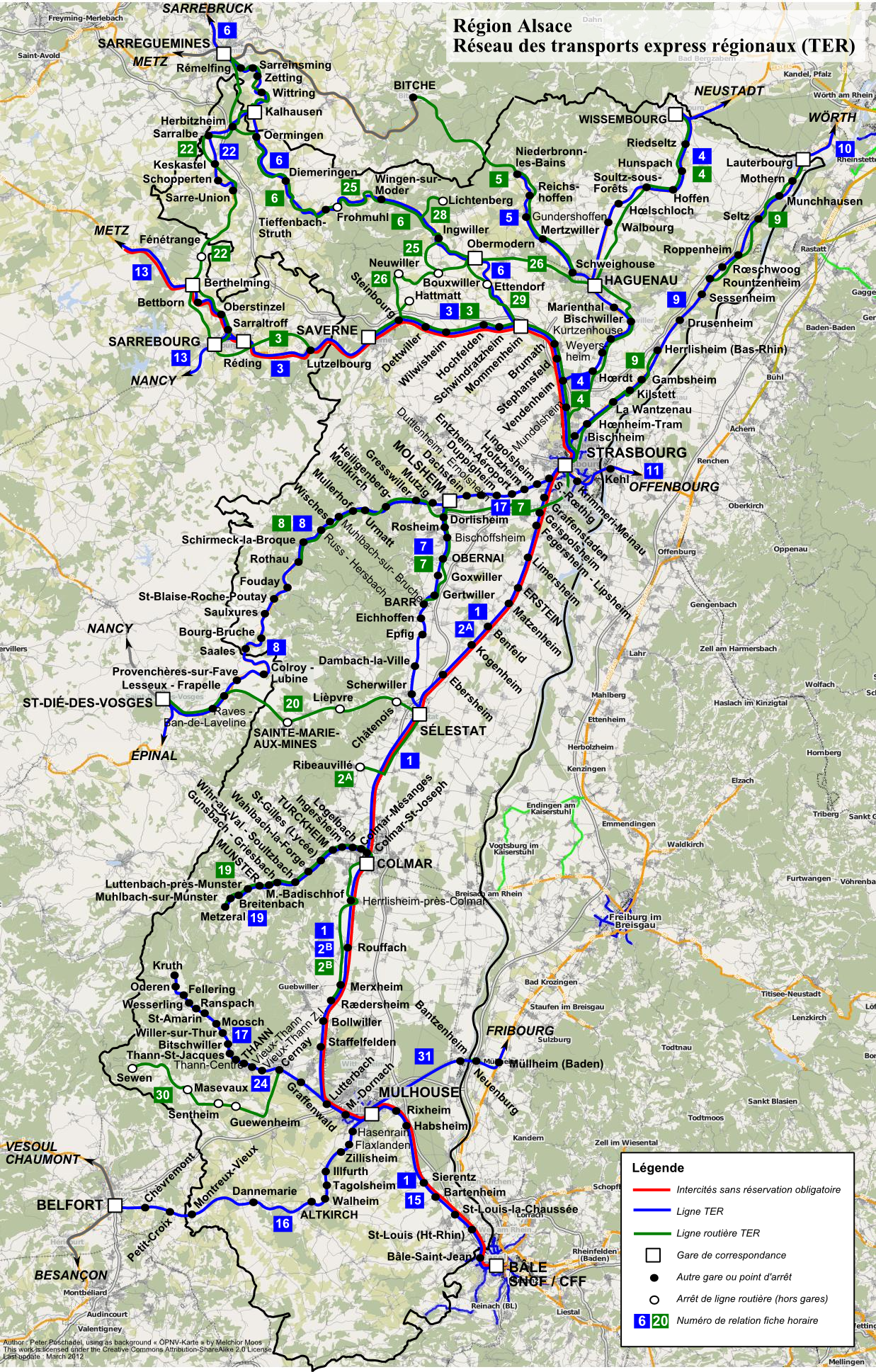
Kaart van het TER Alsace-netwerk.

Het regionaal spoornet heeft 628 km spoorlijn, 26 lijnen in de dienstregeling en bedient 163 stations. Van het netwerk maken volgens de meest recente cijfers dagelijks 75.000 reizigers gebruik. Voor de exploitatie worden 69 treinstellen, 168 getrokken rijtuigen, 44 locomotieven en 12 lightrail-trams ingezet.
Na de opening van de spoorlijn Strasbourg-Ville - Saint-Louis in 1841 werden veel aftakkende spoorlijnen geopend, ten behoeve van de regionale industrie. Hierdoor is een relatief dicht spoorwegnet ontstaan. Hoewel veel spoorlijnen zijn opgeheven resteert een groot spoornet met regionale knooppunten waarvan dat van Straatsburg het grootste is. Er zijn stoptreinen en op de hoofdlijnen rijden sneldiensten. De dienstregeling is gecadanceerd, op veel lijnen is er een uursdienst. Het regionaal reizigersvervoer betreft vooral woon-werkverkeer. In het weekend zijn er veel minder reizigers en rijden er minder treinen. De drukst bereden lijn is de lijn Strasbourg-Ville - Saint-Louis, op deze lijn wordt onder andere gereden met TER 200-treinen, TER-treinen die tegen normaal tarief rijden met een maximumsnelheid van 200 kilometer per uur.

### Geschiedenis van de spoorwegen in de Elzasregio
De eerste spoorlijn in de regio was de Mulhouse - Thann, geopend op 1 september 1839. Tweede was de Strasbourg-Ville - Saint-Louis, geopend in 1841. Beide spoorlijnen werden geëxploiteerd door de Compagnie du chemin de fer de Strasbourg à Bâle. Deze spoorwegmaatschappij had in het begin alleen aansluiting met de Duitse spoorwegen in (via Kehl) en de Zwitserse spoorwegen in Bazel. In 1850 bereikte de Compagnie du chemin de fer de Paris à Strasbourg voor het eerst Straatsburg met een spoorlijn uit Parijs. Deze spoorwegmaatschappijen fuseerden in de Compagnie des chemins de fer de l'Est. In 1859 werd de lijn Parijs - Mulhouse geopend.
Na de overname van de Elzas in 1871 door Duitsland, werd het spoornet verder ontwikkeld door Duitse spoorwegmaatschappijen samen met de Duitse overheid. Het rechts rijden werd ingevoerd en veel stationsgebouwen stammen nog van de Duitse tijd. In 1918, na de Duitse capitulatie in de Eerste Wereldoorlog, hernam de Compagnie des chemins de fer de l'Est de exploitatie van het spoornet in de regio. Op 1 januari 1938 werden de Franse grote spoorwegmaatschappijen gefuseerd en genationaliseerd in de Société nationale des chemins de fer français.
Er zijn in de Elzas relatief weinig spoorlijnen opgeheven. Een van de opgeheven lijnen is de trans-Vogezen spoorlijn Sélestat - Saint-Dié-des-Vosges. In 1973 werd de 6.872 meter lange spoortunnel onder Vogezen "tijdelijk" omgebouwd in een wegtunnel. Nadien zijn de overgebleven spoorlijn secties opgeheven en vervangen door busdiensten voor reizigers. Er is nog een klein deel toegankelijk gebleven voor het goederenvervoer.

### Langeafstandstreinen
De regio kent nog langeafstandstreinen (Grandes Lignes), al zijn er veel verdwenen door de komst van de hogesnelheidslijnen LGV Est en LGV Rhin-Rhône. De EuroCity-treinen Iris enVauban, tussen respectievelijk Luxemburg en Basel en tussen Zürich en Brussel stammen van voor het Trans Europ Express-tijdperk. De EuroCity Maurice Ravel startte op 28 mei 1989 en rijdt sinds de opening van de LGV Est tussen München en Straatsburg. Door de regio rijden ook nog de Intercités-nachttreinen Straatsburg - Port-Bou en Straatsburg - Avignon - Nice.

### TER 200

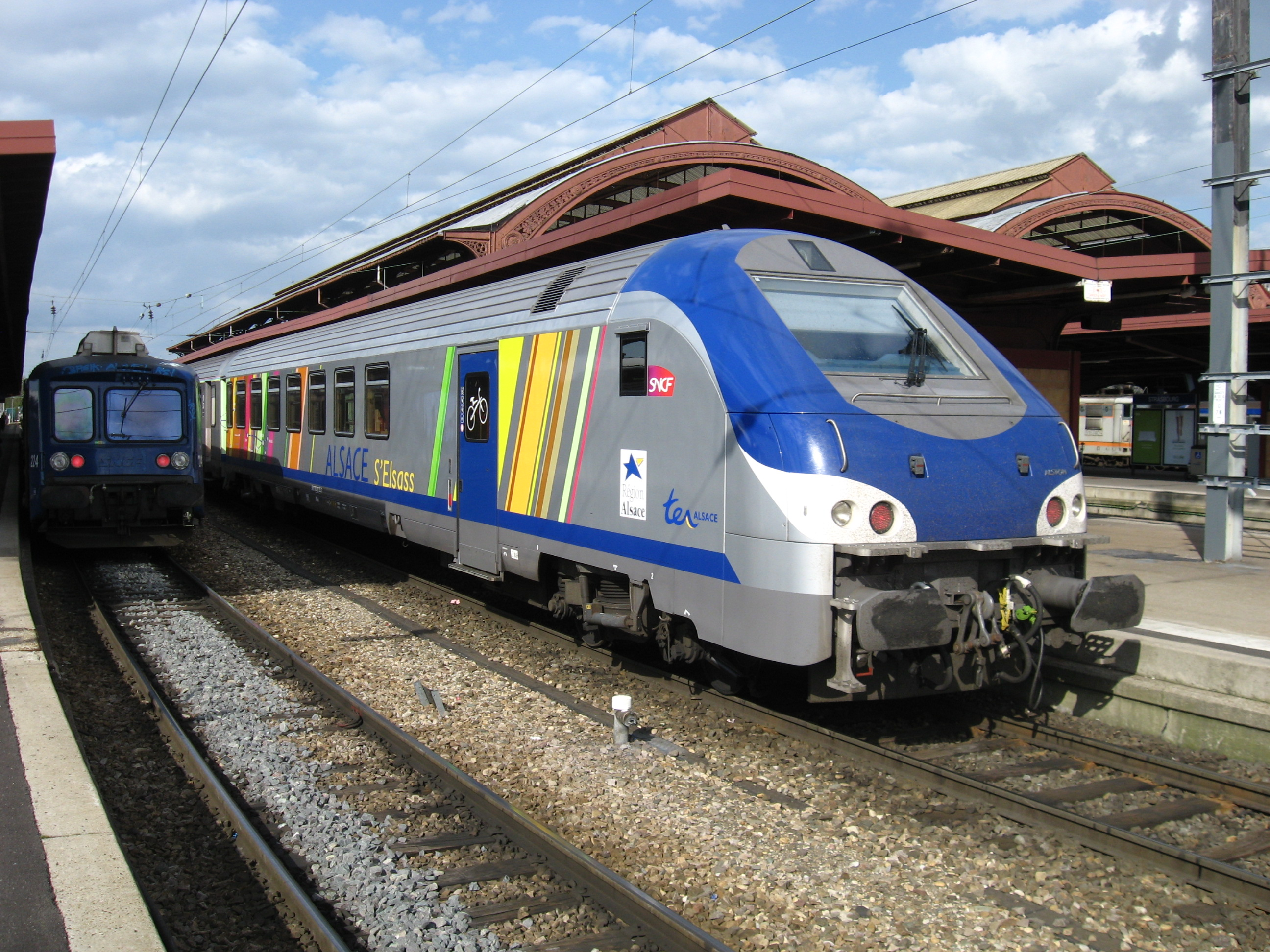
Stuurstandrijtuig, zoals gebruikt voor de TER 200-dienst.

TER 200 is de naam van bepaalde treinen tussen Straatsburg, Mulhouse en Bazel. Deze TER-treinen kunnen maximaal 200 kilometer per uur rijden. Deze snelheid kan gereden worden op 123 van de 142 kilometer tussen Straatsburg en Bazel, door het rechte tracé van de spoorlijn Strasbourg-Ville - Saint-Louis.
De dienst is gestart in 1991. Indertijd was het de eerste regionale trein van Frankrijk die 200 kilometer per uur reed. Indertijd bestonden de treinen uit vier rijtuigen, en er werd zesmaal per dag gereden. Vanaf 1995 werd er 14 keer per dag gereden tussen Straatsburg en Mulhouse, na de overplaatsing van extra Corail-rijtuigen. Enkele ritten reden door naar Bazel. In 1998 werd een eerste stap gezet naar een klokvaste dienstregeling, door een trein per uur te laten rijden tussen Straatsburg en Mulhouse. In 2002 werd de dienst definitief verlengd naar Bazel, ook kreeg de dienst een compleet klokvaste dienstregeling. Sinds 2008 worden er stuurstandrijtuigen in de trein gebruikt, om de keertijd te verkorten.
In de daluren wordt eenmaal per uur gereden en in de spits tweemaal per uur. In totaal wordt er 20 keer per dag gereden. Op bepaalde tijdstippen wordt de dienst aangevuld door lange-afstandstreinen. Enkele treinen worden verlengd naar Metz, ook worden enkele treinen ingekort tot Mulhouse. Enkele treinen stoppen in de stations Benfeld, Erstein, Rouffach en Bollwiller. Een TER 200 treindienst was zelf doorgetrokken als internationale trein naar Brussel.

### S-Bahn Basel
In samenwerking met de SBB is lijn S1 van de S-Bahn vanuit Bazel doorgetrokken naar Mulhouse. Er waren Zwitserse treinstellen die doorreden tot Mulhouse. Door problemen met de dienst is de doorkoppeling afgeschaft en moet in Basel SBB overgestapt worden op Franse treinen. Oorspronkelijk zou de Zwitserse S-bahn dienst na de levering van nieuw materieel weer terugverlengd worden naar Mulhouse, maar het bestuur van de regio Alsace heeft aangegeven de huidige status te willen behouden.
Er zijn plannen om de dichtbijgelegen luchthaven Mulhouse/Bazel aan te sluiten op het spoornet, door een zijlijn te bouwen van de spoorlijn Strasbourg-Ville - Saint-Louis, met een aansluiting naar zowel Bazel als Mulhouse.

### Goederenvervoer
De spoorlijnen van de streek kennen een omvangrijk goederenvervoer. Voor het internationale goederenverkeer zijn er twee grote vervoersstromen:
- Van Parijs en de westkust naar Duitsland en Oost-Europa;
- Van de Antwerpse haven naar Zuid-Europa.

Daarnaast is er veel nationaal goederenvervoer. Veel spoorlijnen hebben een of meerdere goederenaansluitingen.

### Toekomst
In de regio zijn een aantal grote projecten gepland:

#### Tram-train

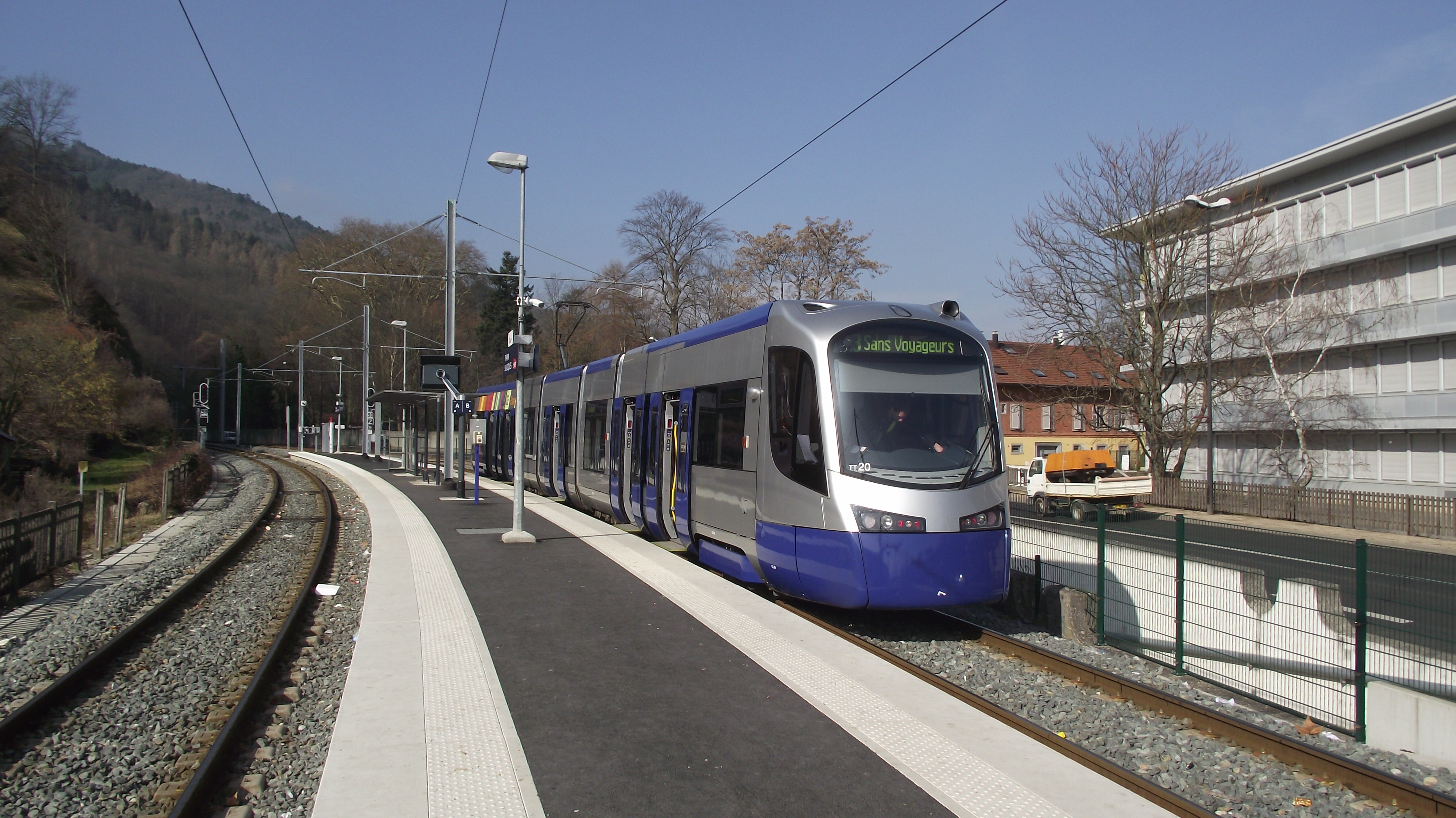
Tram-train te Thann Saint-Jacques. Dit is het eindpunt van de tramtrein-dienst.

Sinds 12 december 2010 heeft de Elzas de eerste tramtrein verbinding van Frankrijk: de Tram-Train Mulhouse-Vallée de la Thur, tussen Mulhouse en Thann. Echter, volgens de oorspronkelijke planning had de lijn moeten lopen tot Kruth, aan het einde van de spoorlijn Lutterbach - Kruth. De nationale overheid heeft voor het project een budget toegewezen van 31,5 miljoen euro. Er is echter nog geen planning vastgesteld voor de verlenging.
Van een tweede tramtreinproject werd een opening in 2016 voorzien: de Tram-train Strasbourg - Bruche - Piémont des Vosges. Dit project zou het tramnet van Straatsburg met de plaatsen Barr en Gresswiller verbinden, bij de uitlopers van de Vogezen. De tram rijdt buiten Straatsburg over treinsporen, en vervangt op zijn route grotendeels de TER-treinen, alleen enkele sneldiensten blijven met gewone treinen rijden. Het project zou worden geëxploiteerd door TER Alsace. In 2017 is de ontwikkeling van het project beëindigd.

#### Verbeteringen aan het netwerk
In het contract tussen de regio Alsace en de SNCF voor de periode 2010 - 2018 worden voor een aantal spoorlijnen verbeteringen gepland:
- Modernisering van de lijn Haguenau - Niederbronn-les-Bains
- Capaciteitsuitbreiding van de spoorlijn Strasbourg - Vendenheim
- Heropening van de spoorlijn Mulhouse-Ville – Müllheim (Freiburg) voor reizigers per 9 december 2012[4]. Deze spoorlijn is niet alleen van regionaal belang, maar biedt de mogelijkheid Duitsland rechtstreeks aan te sluiten op de LGV Rhin-Rhône.

Verder is in dit contract een compleet klokvaste dienstregeling voor het netwerk voorzien.

#### Uitbesteding treindiensten
Nu zijn de regio's verplicht alle treindiensten uit te besteden aan de SNCF. Er is echter in Frankrijk een discussie aan de gang om de wet te hervormen en het uitbesteden van de treindiensten aan particuliere maatschappijen. Deze regio is kandidaat voor proeven met het uitbesteden van treindiensten. In het Duitsland zijn er tal succesvolle concessies aan particuliere spoormaatschappijen. De regio heeft bovendien een rechtse meerderheid die deze plannen ondersteunt.

## Lijnenoverzicht
De onderstaande tabel geeft een overzicht van de lijnen van TER Alsace:

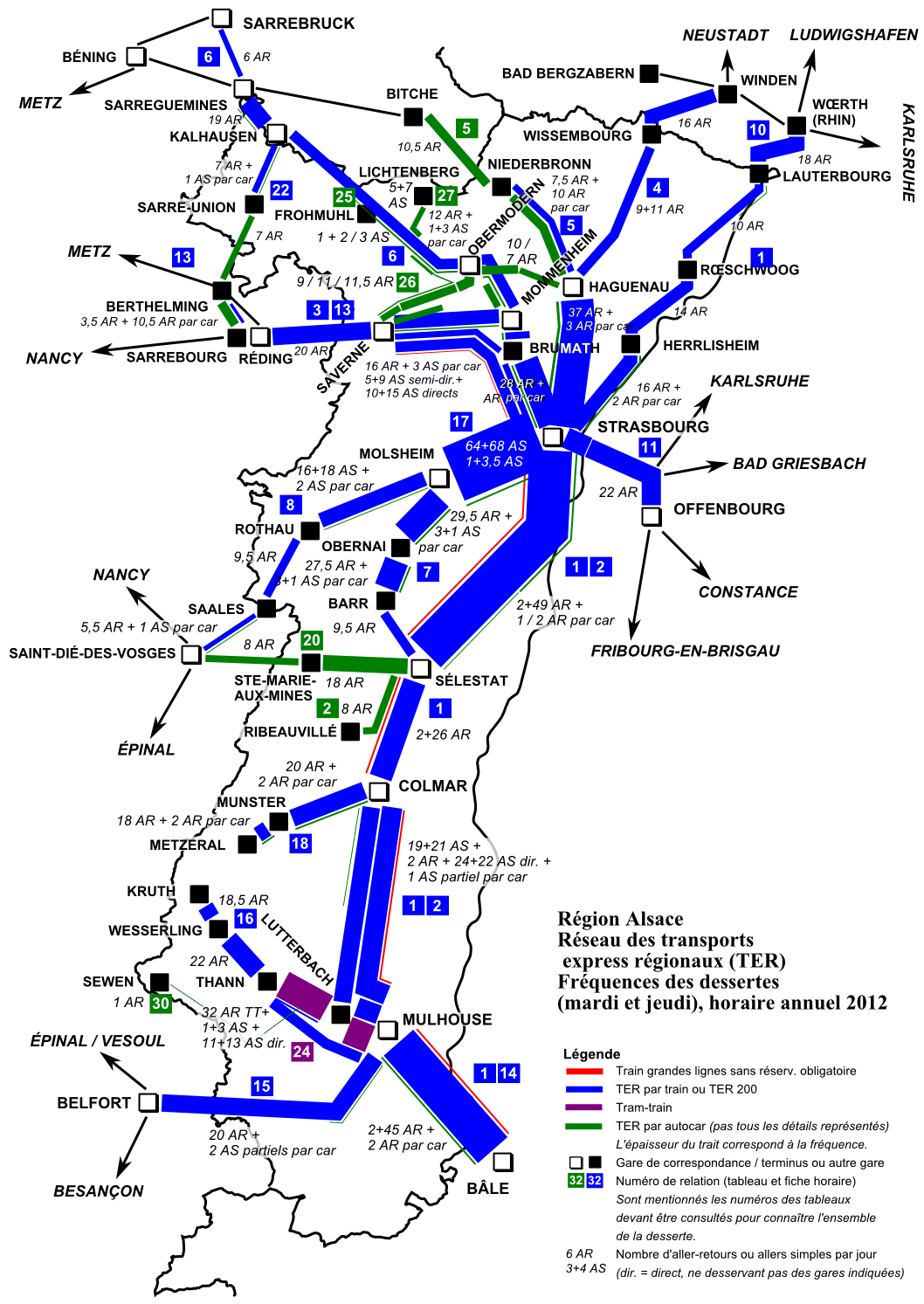
kaart met de lijnnummers en de frequenties per traject.

| Lijnnummer | Lijnbeschrijving |
| ---------- | --- |
| 1          | Straatsburg ↔ Colmar ↔ Mulhouse ↔ Basel SBB (TER 200) |
| 2A         | Straatsburg ↔ Erstein ↔ Sélestat (↔ Colmar) |
| 2B         | Mulhouse ↔ Bollwiller ↔ Rouffach ↔ Colmar |
| 3          | Straatsburg ↔ Mommenheim ↔ Saverne ↔ Réding ↔ Sarrebourg |
| 4          | Straatsburg ↔ Bischwiller ↔ Haguenau ↔ Wissembourg (↔ Neustadt an der Weinstraße)                                                                                                  |
| 5          | Straatsburg ↔ Bischwiller ↔ Haguenau ↔ Niederbronn-les-Bains |
| 6          | Straatsburg ↔ Mommenheim ↔ Obermodern ↔ Diemeringen ↔ Sarreguemines ↔ Saarbrücken Het traject Sarreguemines - Saarbrücken wordt grotendeels per tram geëxploiteerd. (zie Saarbahn) |
| 7          | Straatsburg ↔ Entzheim ↔ Molsheim ↔ Obernai ↔ Barr ↔ Sélestat |
| 8          | Straatsburg ↔ Molsheim ↔ Rothau ↔ Saales (↔ Saint-Dié-des-Vosges) |
| 9          | Straatsburg ↔ Herrlisheim (Bas-Rhin) ↔ Rœschwoog ↔ Seltz ↔ Lauterbourg |
| 10         | Lauterbourg ↔ Wörth am Rhein |
| 11         | Straatsburg ↔ Krimmeri-Meinau ↔ Kehl ↔ Offenburg |
| 13         | Straatsburg ↔ Saverne ↔ Réding ↔ Sarrebourg ↔ Nancy |
| 14         | Straatsburg ↔ Saverne ↔ Réding of Sarrebourg ↔ Metz |
| 15         | Bâle SNCF of Basel SBB ↔ Saint Louis (Haut-Rhin) ↔ Mulhouse |
| 16         | Mulhouse ↔ Altkirch ↔ Belfort |
| 17         | Mulhouse ↔ Lutterbach ↔ Cernay ↔ Thann ↔ Wesserling ↔ Kruth |
| 18         | Straatsburg ↔ Entzheim-Aéroport ↔ Molsheim |
| 19         | Colmar ↔ Turckheim ↔ Munster ↔ Metzeral |
| 22         | Sarreguemines ↔ Sarralbe ↔ Sarre-Union |
| 24         | Tram-Train: Mulhouse Gare Centrale ↔ Lutterbach ↔ Cernay ↔ Thann ↔ Thann Saint-Jacques                                                                                             |
| 31         | Mulhouse ↔ Müllheim (Baden) ↔ Freiburg (Breisgau) |

## Huidig materieel

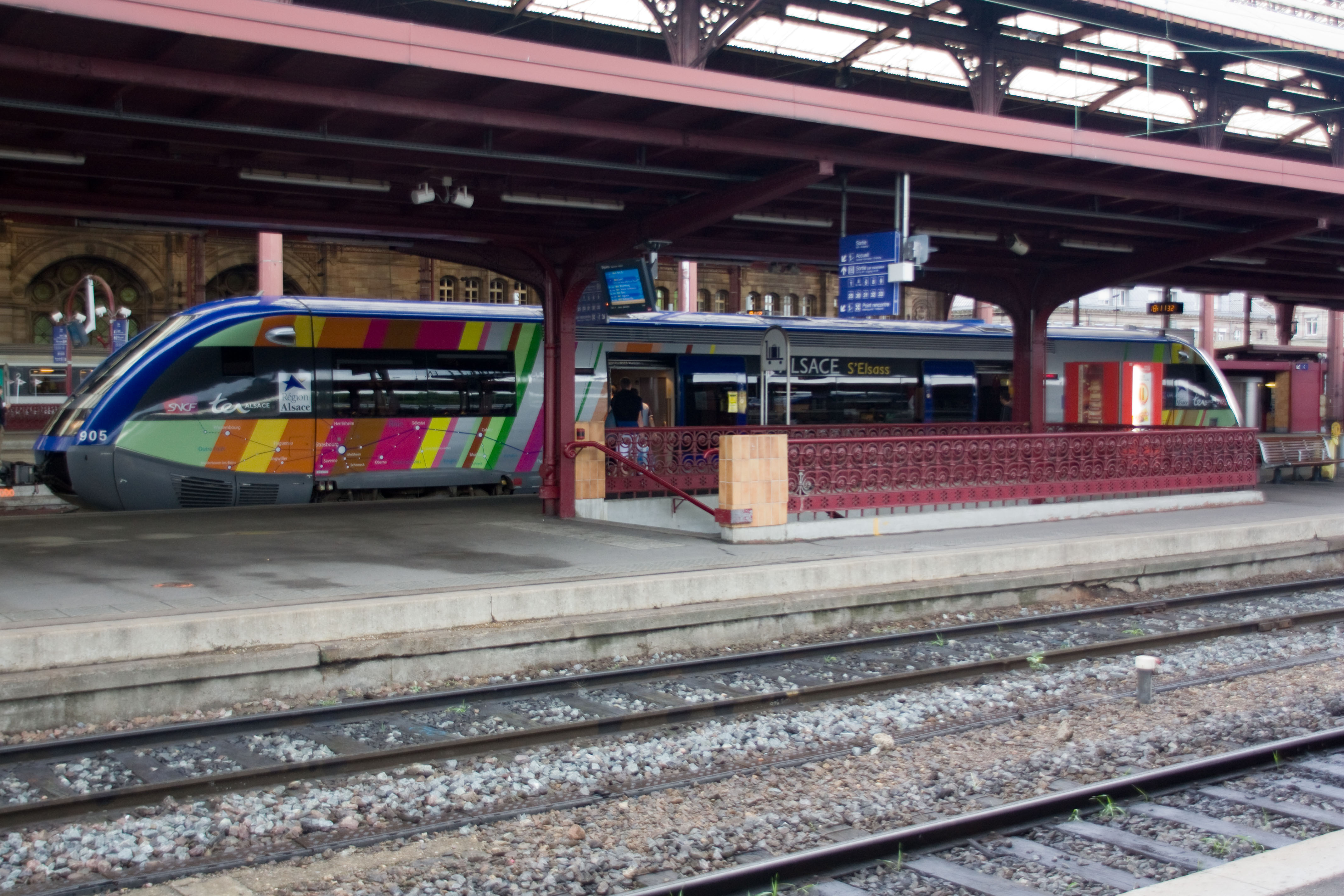
De treinen van TER Alsace hebben een eigen regionale huisstijl. Hier een X 73900-treinstel te Straatsburg.

Het volgende materieel wordt gebruikt bij TER Alsace:

Treinstellen
- 22 X 76500 dieseltreinstellen;
- 17 X 73500 dieseltreinstellen;
- 12 X 73900 dieseltreinstellen;
- 7 B 82500 bi-mode treinstellen;
- 7 Z 27500 elektrische treinstellen;
- 5 Z 11500 elektrische treinstellen.

lightrail-trams
- 12 Avanto-trams

Locomotieven
- 15 BB 67400 diesel-locomotieven
- 15 BB 25500 elektrische locomotieven
- 14 BB 26000 elektrische locomotieven

Treinstammen
- 22 RRR-stammen;
- 2 RIO-stammen.

Rijtuigen
- 168 getrokken Corail-rijtuigen waarvan:
  - 155 gewone rijtuigen
  - 13 Stuurstandrijtuigen

Niet-SNCF treinen
- De internationale shuttleverbinding Straatsburg - Offenburg (lijn 11) wordt mede geëxploiteerd door de Duitse maatschappij Ortenau-S-Bahn met eigen materieel, de Stadler Regio-Shuttle RS1.